# Catriona Le May Doan
Catriona Ann LeMay-Doan (Saskatoon, 23 dicembre 1970) è un'ex pattinatrice di velocità su ghiaccio canadese.

## Biografia
Ha vinto tre medaglie olimpiche nel pattinaggio di velocità. In particolare ha vinto una medaglia d'oro alle Olimpiadi invernali di Nagano 1998 nella gara di 500 metri, una medaglia di bronzo nella stessa edizione dei giochi olimpici invernali nella gara di 1000 metri e una medaglia d'oro alle Olimpiadi invernali di Salt Lake City 2002 nella gara di 500 metri.
Ha partecipato anche alle Olimpiadi invernali 1992 ed alle Olimpiadi invernali 1994, quindi in totale a quattro edizioni delle Olimpiadi invernali.
Nelle sue partecipazioni ai campionati mondiali ha vinto quattro medaglie nello sprint, due d'oro (nel 1998 e nel 2002), una d'argento (1999) e una di bronzo (2001); mentre per quanto riguarda la distanza singola ha conquistato sette medaglie, tre d'oro (1998, 1999 e 2001), una d'argento (1998) e tre di bronzo (1999, 2000 e 2001).
Nel 2002 le è stato conferito il Trofeo Lou Marsh.